# Emmanuel Roman
Pour les articles homonymes, voir Roman.
Emmanuel Roman, né en août 1963, est un dirigeant d’entreprises français. Il est directeur général de PIMCO depuis juillet 2016.

## Formation
Emmanuel Roman a étudié a l'Ecole Alsacienne puis au Lycée Louis-le-Grand puis rejoint l'Université Paris-Dauphine avant de conclure en 1987 par MBA en finance et économétrie de l'Université de Chicago,,. 

## Carrière dans la finance
Emmanuel Roman commence sa carrière chez Goldman Sachs en 1987 en gérant notamment la division européenne. En 2005 il quitte la banque d'investissement pour rejoindre le fonds spéculatif GLG Partners en tant que directeur général adjoint. Il assure la direction générale de GLG Partners de 2011 à 2013. 
En février 2013, Emmanuel Roman prend la direction générale de Man Group, le premier hedge fund (fonds spéculatif) européen et deuxième au monde avec 75 milliards de dollars d'actifs sous gestion. En trois ans, il parvient à redresser le groupe et affirme : « j’ai été engagé pour maximiser la valeur de l’actionnaire tout en me montrant ‘fair’ vis a vis des employés ». Il est depuis octobre 2016 CEO de Pimco un fonds de placement américain de 1500 milliards de dollars.